# Rugby Europe Super Cup 2021-2022
Navigation
Rugby Europe Super Cup 2022
La Rugby Europe Super Cup 2021-2022 est la 1re édition de la compétition qui se déroule du 18 septembre 2021 au 7 mai 2022. Cette nouvelle compétition de clubs annuelle compétitive voit un mélange d'équipes de clubs professionnels et de franchises s'affronter pour le titre de la Super Coupe.

## Format
Pour la première édition, la Super Coupe mettra en vedette 8 équipes de premier plan réparties en deux conférences pour la première étape du tournoi. Chaque participant joue des matchs à domicile et à l'extérieur en six tours joués entre septembre et décembre 2021. À la fin de la phase de poules, les deux meilleures équipes de chaque groupe se qualifient pour les demi-finales, qui se joueront en avril 2022, les vainqueurs de la poule accueillant les rencontres. La finale aura lieu en mai 2022 pour couronner le premier vainqueur de la Rugby Europe Super Cup.

## Liste des équipes en compétition
La compétition oppose pour la saison 2021-2022 les huit équipes suivantes :
| Club                     | Fondé | Stade                              | Ville       | Pays     |
| ------------------------ | ----- | ---------------------------------- | ----------- | -------- |
| Black Lion               | 2021  | Stade de rugby d'Avchala           | Tbilissi    | Géorgie  |
| Tel Aviv Heat            | 2021  | Stade HaMoshava                    | Petah Tikva | Israël   |
| Enisey-STM               | 1975  | Stade Avangard                     | Krasnoïarsk | Russie   |
| Lokomotiv Penza          | 2018  | Stade Pervomaisky                  | Penza       | Russie   |
| Brussels Devils          | 2021  | Centre sportif Nelson Mandela      | Bruxelles   | Belgique |
| Delta                    | 2021  | Sportpark Bokkeduinen              | Amersfoort  | Pays-Bas |
| Lusitanos XV             | 2013  | Centro de Alto Rendimento do Jamor | Lisbonne    | Portugal |
| Castilla y León Iberians | 2021  | Campos de Pepe-Rojo                | Valladolid  | Espagne  |

## Conférence Est

### Phase régulière

#### Classement
| Rang | Club            | J | V | N | D | Bo | Bd | Pm  | Pe  | Diff | Pts |
| ---- | --------------- | - | - | - | - | -- | -- | --- | --- | ---- | --- |
| 1    | Black Lion      | 5 | 4 | 0 | 1 | 3  | 1  | 155 | 88  | +67  | 20  |
| 2    | Enisey-STM      | 5 | 3 | 0 | 2 | 2  | 2  | 151 | 119 | +32  | 16  |
| 3    | Tel Aviv Heat   | 6 | 3 | 0 | 3 | 1  | 1  | 165 | 187 | -22  | 14  |
| 4    | Lokomotiv Penza | 6 | 1 | 0 | 5 | 1  | 0  | 94  | 171 | -77  | 5   |

|  | Qualifiés pour les demi-finales (no 1, no 2). |
|  | Disqualifiés.                                 |

Attribution des points : victoire sur tapis vert : 5, victoire : 4, match nul : 2, défaite : 0, forfait : -2 ; plus les bonus (offensif : 3 essais de plus que l'adversaire ; défensif : défaite par 7 points d'écart ou moins; les deux bonus peuvent se cumuler).

## Conférence Ouest

### Phase régulière

#### Classement
| Rang | Club                     | J | V | N | D | Bo | Bd | Pm  | Pe  | Diff | Pts |
| ---- | ------------------------ | - | - | - | - | -- | -- | --- | --- | ---- | --- |
| 1    | Lusitanos XV             | 6 | 6 | 0 | 0 | 5  | 0  | 257 | 73  | +184 | 29  |
| 2    | Castilla y León Iberians | 6 | 4 | 0 | 2 | 4  | 0  | 205 | 101 | +104 | 20  |
| 3    | Delta                    | 6 | 1 | 0 | 5 | 3  | 0  | 106 | 225 | -119 | 7   |
| 4    | Brussels Devils          | 6 | 1 | 0 | 5 | 0  | 0  | 77  | 246 | -169 | 4   |

|  | Qualifiés pour les demi-finales (no 1, no 2). |

Attribution des points : victoire sur tapis vert : 5, victoire : 4, match nul : 2, défaite : 0, forfait : -2 ; plus les bonus (offensif : 3 essais de plus que l'adversaire ; défensif : défaite par 7 points d'écart ou moins; les deux bonus peuvent se cumuler).

## Phase finale

### Tableau final
|  | Demi-finales                                                 | Demi-finales                                       |            |    | Finale                                                    | Finale                                                    |
|  | Demi-finales                                                 | Demi-finales                                       |            |    | Finale                                                    | Finale                                                    |
|  |                                                              |                                                    |            |    |                                                           |                                                           |
|  | le 17 avril au Stade de rugby d'Avchala à Tbilissi           | le 17 avril au Stade de rugby d'Avchala à Tbilissi |            |    | le 7 mai au Centro de Alto Rendimento do Jamor à Lisbonne | le 7 mai au Centro de Alto Rendimento do Jamor à Lisbonne |
|  | le 17 avril au Stade de rugby d'Avchala à Tbilissi           | le 17 avril au Stade de rugby d'Avchala à Tbilissi |            |    | le 7 mai au Centro de Alto Rendimento do Jamor à Lisbonne | le 7 mai au Centro de Alto Rendimento do Jamor à Lisbonne |
|  | Black Lion                                                   | 43                                                 |            |    | le 7 mai au Centro de Alto Rendimento do Jamor à Lisbonne | le 7 mai au Centro de Alto Rendimento do Jamor à Lisbonne |
|  | Black Lion                                                   | 43                                                 |            |    | le 7 mai au Centro de Alto Rendimento do Jamor à Lisbonne | le 7 mai au Centro de Alto Rendimento do Jamor à Lisbonne |
|  | Castilla y León Iberians                                     | 40                                                 |            |    | le 7 mai au Centro de Alto Rendimento do Jamor à Lisbonne | le 7 mai au Centro de Alto Rendimento do Jamor à Lisbonne |
|  | Castilla y León Iberians                                     | 40                                                 | Black Lion | 17 |                                                           |                                                           |
|  | le 16 avril au Centro de Alto Rendimento do Jamor à Lisbonne |                                                    | Black Lion | 17 |                                                           |                                                           |
|  |                                                              | Lusitanos XV                                       | 14         |    |                                                           |                                                           |
|  | Lusitanos XV                                                 | Lusitanos XV                                       | 14         | 42 |                                                           |                                                           |
|  | Lusitanos XV                                                 |                                                    |            | 42 |                                                           |                                                           |
|  | Tel Aviv Heat                                                | 26                                                 |            |    |                                                           |                                                           |
|  | Tel Aviv Heat                                                | 26                                                 |            |    |                                                           |                                                           |

### Demi-finales
| 16 avril 2022 18 h 00 | Lusitanos XV                                       | 42 - 26 (17 - 19) | Tel Aviv Heat                      | Centro de Alto Rendimento do Jamor, Lisbonne Arbitre : Shota Tezvadze |
| 16 avril 2022 18 h 00 | Essai(s) : 5 Transformation(s) : 4 Pénalité(s) : 3 | Rapport           | Essai(s) : 4 Transformation(s) : 3 | Centro de Alto Rendimento do Jamor, Lisbonne Arbitre : Shota Tezvadze |
| 16 avril 2022 18 h 00 |                                                    | Rapport           |                                    | Centro de Alto Rendimento do Jamor, Lisbonne Arbitre : Shota Tezvadze |

| 17 avril 2022 15 h 00 | Black Lion                         | 43 - 40 (26 - 20) | Castilla y León Iberians                           | Stade de rugby d'Avchala, Tbilissi Arbitre : Federico Vedovelli |
| 17 avril 2022 15 h 00 | Essai(s) : 7 Transformation(s) : 4 | Rapport           | Essai(s) : 4 Transformation(s) : 4 Pénalité(s) : 4 | Stade de rugby d'Avchala, Tbilissi Arbitre : Federico Vedovelli |
| 17 avril 2022 15 h 00 |                                    | Rapport           |                                                    | Stade de rugby d'Avchala, Tbilissi Arbitre : Federico Vedovelli |

### Finale
| 7 mai 2022 15 h 00 | Lusitanos XV                                                                          | 14 - 17 (8 - 7) | Black Lion | Centro de Alto Rendimento do Jamor, Lisbonne Arbitre : Peter Martin |
| 7 mai 2022 15 h 00 | Essai(s) : Manuel Cardoso Pinto (18e) Pénalité(s) : Nuno Sousa Guedes (27e, 45e, 67e) | Rapport         | Essai(s) : Luka Ivanishvili (11e), Tengiz Peranidze (53e) Transformation(s) : Giorgi Babunashvili (11e, 53e) Pénalité(s) : Giorgi Babunashvili (61e) | Centro de Alto Rendimento do Jamor, Lisbonne Arbitre : Peter Martin |
| 7 mai 2022 15 h 00 |                                                                                       | Rapport         | | Centro de Alto Rendimento do Jamor, Lisbonne Arbitre : Peter Martin |

## Vainqueur
| Entraîneur | Entraîneur             | Levan Maisashvili                                                  |
| Avants     | Pilier                 | Nika Abuladze, Nikoloz Khatiashvili, Nika Pataraia, Giorgi Pertaïa |
| Avants     | Talonneur              | Shalva Mamukashvili, Tengiz Zamtaradze                             |
| Avants     | Deuxième ligne         | Mikheil Babunashvili, Nodar Cheishvili, Lasha Jaiani               |
| Avants     | Troisième ligne aile   | Nikoloz Aptsiauri, Sandro Mamamtavrishvili, Giorgi Tkhilaishvili   |
| Avants     | Troisième ligne centre | Luka Ivanishvili                                                   |
| Arrières   | Demi de mêlée          | Giorgi Begadze, Tengiz Peranidze                                   |
| Arrières   | Demi d'ouverture       | Giorgi Babunashvili, Luka Matkava                                  |
| Arrières   | Centre                 | Lasha Lomidze, Merab Sharikadze, Demur Tapladze                    |
| Arrières   | Ailier                 | Akaki Tabutsadze, Sandro Todua                                     |
| Arrières   | Arrière                | Lasha Khmaladze, Soso Matiashvili                                  |